# Néos Pýrgos
Néos Pýrgos är en ort i Grekland.   Den ligger i prefekturen Nomós Évrou och regionen Östra Makedonien och Thrakien, i den nordöstra delen av landet, 500 km nordost om huvudstaden Aten. Néos Pýrgos ligger 33 meter över havet och antalet invånare är 932.
Terrängen runt Néos Pýrgos är platt. Runt Néos Pýrgos är det ganska tätbefolkat, med 70 invånare per kvadratkilometer. Närmaste större samhälle är Orestiáda, 2,3 km öster om Néos Pýrgos. Trakten runt Néos Pýrgos består till största delen av jordbruksmark.